# Charles Blétel
Charles Blétel, né le 20 février 1920 à Paris et mort le 14 juillet 1944 à Échallon, est un résistant français. Il est l'un des pionniers des maquis de l'Ain et du Haut-Jura.

## Biographie

### Enfance et formation
Charles Blétel effectue des études de droit après avoir été lycéen au lycée Lalande (en classe de Première en 1936-1937).

### Entrée dans la résistance
Il est l'un des premiers à intégrer la résistance maquisarde dans le département de l'Ain. Le colonel Henri Romans-Petit lui confie la gestion d'un groupe. Charles Blétel est ensuite promu lieutenant et devient chef du camp de Cize,.
Au retour d'une visite au poste de commandement, il est la cible d'un tir de soldat allemand dans la commune d'Échallon. Gravement blessé et gisant dans un jardin sur le sol, il tente de tirer sur ses assaillants, mais pour ne pas être fait prisonnier, il se tue avec son révolver. Il meurt à Échallon le 14 juillet 1944.

## Hommage
Il est inhumé au cimetière du mémorial des maquis de l'Ain et de la Résistance, tombe no  63.
Une rue Charles-Blétel existe dans la ville d'Oyonnax et des places Charles-Blétel respectivement à Échallon, son lieu de décès, à Corveissiat et à Bohas.